# Ерик Столц
Ерик Кемерон Столц (енгл. Eric Cameron Stoltz; рођен 30. септембра 1961. у Витијеу, Калифорнија), амерички је филмски, ТВ и позоришни глумац и редитељ.
Радио је једно време на почетку каријере у позоришту у Шкотској, а затим се вратио у Сједињене Америчке Државе и дебитовао кроз филмове Матуранти Риџмонтске гимназије (1982) и Маска (1985), што је био разлог за славу, након чега је преузео многе улоге, од којих су најважније у филму Мува 2, Петпарачке приче, Пророчанство, Анаконда и Медени месец. Што се режије тиче, учествовао је у режији низа епизода познате музичке ТВ серије Гли, поред серије Нешвил (2013).